# Zgrada općine u Omišu
Zgrada općine u gradiću Omišu, adresa Trg kralja Tomislava 5, predstavlja zaštićeno kulturno dobro.

## Opis dobra
Podignuta u 20. stoljeću. Nalazi se s južne strane ceste koja prolazi kroz Omiš te je glavnim pročeljem okrenuta prema Fošalu. Sastoji se od prizemlja i dva kata. Glavno pročelje je osno simetrično s centralnom osi naglašenom lučnim završetkom. Prizemlje od prvog kata dijeli razdijelni vijenac, a između prvog i drugog kata nema horizontalne podjele. Zgrada je žbukana, s rustičnim prizemljem. Pokrivena je četveroslivnim krovom. Pokrov je od kupe kanalice. Sagrađena je u stilu secesije s dominacijom neuobičajnih arhitektonskih ukrasa.

## Zaštita
Pod oznakom Z-5080 zavedena je pod vrstom "nepokretno kulturno dobro - pojedinačno", pravna statusa zaštićena kulturnog dobra, klasificirano kao "javne građevine".